# Псарёва, Елена Ивановна
Елена Ивановна Псарёва (1921—2004) — советская и российская актриса. Народная артистка РСФСР (1980). Лауреат Государственной премии РСФСР им. К. С. Станиславского (1985).

## Биография
Родилась 16 мая 1921 года в городе Каинске в семье служащего железной дороги.
В 1940 году поступила в Новокузнецкий ТЮЗ в качестве актрисы вспомогательного состава. В 1942 году работала на эстраде в концертной бригаде. В 1942—1946 годах — в новосибирском филиале ЦТК под руководством С. В. Образцова. Потом в Новокузнецком ДТ и барнаульском театре.
С 1955 года — актриса Омского АТД.
Умерла 28 апреля 2004 года. Похоронена на Старо-Восточном кладбище Омска рядом с мужем — актёром С. В. Филипповым (1909—1969).

## Награды и премии
- Народный артист РСФСР (25.01.1980)
- Заслуженный артист РСФСР (27.01.1971)
- Государственная премия РСФСР имени К. С. Станиславского (1985) — за исполнение роли Чудаевой в спектакле «У войны — не женское лицо» по повести С. А. Алексиевич
- Орден Трудового Красного Знамени (1991)
- Национальная театральной премия «Золотая маска» (1997)
- премия «Честь и достоинство российской сцены» (1997)
- премии «Легенда омской сцены» (1999)

## Роли
Снялась в телефильме «Последний срок». В её репертуарном листе более 100 ролей.

### Роли 1950-60-х
- Госпожа Спасоевич — «Доктор» Б. Нушича
- Маша Комова — «Живой ключ» М. Е. Бударина
- Марья Алексеевна — «В старой Москве» В. Ф. Пановой
- Грета — «Последняя остановка» Э. М. Ремарка,
- Меме — «Суббота, воскресенье, понедельник» Э. де Филиппо
- Лидия Белова — «Традиционный сбор» В. С. Розова
- Сандра — «Каменное гнездо» Вуолийоки
- Аманда — «Стеклянный зверинец» Т. Уильямса

### Роли с 1970-х
- Дуня Шустрова — «Про ёлку у Ивановых» А. Введенского
- Отавина — «Беседы при ясной луне» (по рассказам В. М. Шукшина)
- Анна — «Последний срок» В. Г. Распутина
- Шура — «Любовь и голуби» В. Гуркина
- Кабанова — «Гроза» А. Н. Островского
- Фелицата' — «Правда — хорошо, а счастье лучше» А. Н. Островского.
- Роза Песочинская — «Ретро» Галина
- Лика — «Сердце, молчи…» («Московский хор») Петрушевской.
- Мод — «Гарольд и Мод» Хигтинса
- Миссис Пайпер — «Миссис Пайпер ведет следствие» Дж. Попплуэла
- Бабушка — «Валентин и Валентина» М. Рощина
- Мать Кипиша — «Наплыв» В. Князева
- Ахметьева — «Униженные и оскорблённые» (по роману Ф. М. Достоевского)
- Архиепископ — «Балкон» Жене
- Антонида Васильевна — «Игрок» (по роману Ф. М. Достоевского)
- Лука — «На дне» М. Горького
- Эмилия — «Зимняя сказка» В. Шекспира
- Дама, читающая Диккенса — «Пиквикский клуб» (по роману Ч. Диккенса).